# 加拿大人民黨
加拿大人民黨（英語：People's Party of Canada）是加拿大一個聯邦層面政黨，於2018年9月14日由前加拿大保守黨黨員卞聶爾創立。人民黨的意識形態定位被外界形容為保守主義、自由意志主義、民粹主義和古典自由主義，立場則為右翼至極右翼。人民黨曾经只有党魁卞聶爾一人在魁北克博斯選區握有一个国会席位，然而在2019年聯邦大選中完全落败，就连党魁所在的博斯選區也输给了保守党候选人。

## 歷史

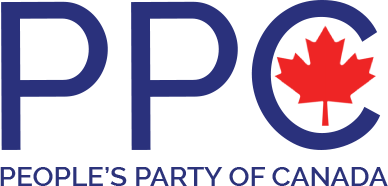
人民黨的另外一個標誌

卞聶爾原為加拿大保守黨黨員，2006年代表該黨贏取魁北克省的博斯選區後成為下議院議員，並曾於保守黨執政期間出任工業部長和外交部長等內閣職務。保守黨於2015年聯邦大選中失掉執政地位，哈珀辭任黨魁，該黨遂於2017年舉行黨魁選舉。卞聶爾競逐黨魁，經歷13輪投票後最終敗於謝爾，而卞聶爾則於2018年宣布退出該黨。他在退黨聲明中表示自己意識到保守黨「在智慧和道德上皆過於腐敗，並不能將之改革」，又謂保守黨在謝爾領導下失掉原則。他又於《國家郵報》撰文，重申他認為保守黨沒有改革餘地的立場，並表示加拿大需要一個新政黨。
卞聶爾的言行招來部分保守黨黨員批評，前總理哈珀和皆指責他試圖分裂加拿大的右翼政治光譜。卞聶爾則謂他希望吸引政治冷感選民，指出「百分之20民眾不去投票」，又稱馬克龍成功吸引該批選民造就他當選法國總統。他後來又稱2018年紐賓士域和魁北克省選皆顯示選民對傳統政黨感到厭倦，並渴望有新政黨可供選擇。
卞聶爾離開保守黨前與於2017年黨魁選舉中支持他的黨員恢復聯絡，當中部分認為他有足夠支持另立新黨並將之與加拿大選舉局註冊。法語報章報道指有七個保守黨選區協會的成員轉投卞聶爾陣營。卞聶爾於2018年9月14日正式宣布組建新黨，並將之稱為人民黨。此後不久，加拿大自由意志黨黨魁莫恩（Tim Moen）表示可以考慮該黨與人民黨合併，以便加快籌款和提名候選人，然而卞聶爾表示沒有興趣合併兩黨。
人民黨於2018年10月10日正式向加拿大選舉局呈交註冊文件，卞聶爾則於同年11月表示人民黨已招募逾三萬名黨員。人民黨於同年11月11日被評合乎資格，並於2019年1月19日正式獲加拿大選舉局註冊。人民黨於2019年2月15日首次參選，其候選人競逐魁北克省烏特蒙選區（Outremont）、安大略省約克－閃高選區（York-Simcoe）和卑詩省本拿比南選區的下議院議席補選。該黨於本拿比南選區獲取10.9%選票，在烏特蒙和約克－閃高選區則各獲取1.5%選票。

## 争议
2019年联邦大选期间，貴湖大學称人民党貴湖选区候选人Mark Paralovos“主张白人至上主义”，並取消了他参加在该大学举办的辩论的资格。

## 外部連結
- 加拿大人民黨官方網站（页面存档备份，存于）